# Yuan Shikai
Yuan Shikai (xinès tradicional: 袁世凱, xinès simplificat: 袁世凯, pinyin: Yuán Shìkǎi, Wade-Giles: Yüan Shih-k'ai) (16 de setembre de 1859 – 6 de juny de 1916) fou un oficial militar i polític xinès durant el final de la dinastia Qing i la primera època de la República de la Xina.
El seu nom de cortesia zì (字) era Weiting (慰亭, sovint escrit també com 慰廷 o 尉亭). El seu pseudònim hào (號) fou Rong'an (容庵).
Va néixer en la ciutat de Zhangying, en la província de Henan. Va destacar en la Primera Guerra Sinojaponesa en la qual va participar com comandant de les forces xineses estacionades a Corea. El 1902, l'emperadriu Cixi el va nomenar ministre de Beiyang, zona que comprenia les actuals províncies de Hebei, Liaoning i Shandong. Es va convertir en president de la República de la Xina l'any 1912, després de negociar amb Sun Yat-sen, i va imposar un govern de caràcter autoritari, arribant a autoproclamar-se emperador el 12 de desembre de 1915, amb el nom de regnat de Hongxian ("Abundància constitucional"). Enfrontat a una forta oposició, que no acceptava la restauració d'un règim monàrquic, es va veure obligat a abandonar el tron el 22 de març de 1916, encara que va conservar el càrrec de president. Va morir d'una afecció renal uns mesos després.